# Saint-Martin-Lars-en-Sainte-Hermine
Saint-Martin-Lars-en-Sainte-Hermine ist eine französische Gemeinde mit 421 Einwohnern (Stand: 1. Januar 2022) im Département Vendée in der Region Pays de la Loire; sie gehört zum Arrondissement Fontenay-le-Comte und zum Kanton La Châtaigneraie (bis 2015: Kanton Sainte-Hermine).

## Geographie
Saint-Martin-Lars-en-Sainte-Hermine liegt etwa 35 Kilometer ostsüdöstlich von La Roche-sur-Yon. Umgeben wird Saint-Martin-Lars-en-Sainte-Hermine von den Nachbargemeinden Saint-Juire-Champgillon im Norden und Westen, La Caillère-Saint-Hilaire im Nordosten, Saint-Laurent-de-la-Salle im Osten und Südosten sowie La Chapelle-Thémer im Süden und Südosten.

## Bevölkerungsentwicklung
| 1962                      | 1968 | 1975 | 1982 | 1990 | 1999 | 2006 | 2013 |
| 709                       | 607  | 521  | 450  | 425  | 403  | 445  | 407  |
| Quelle: Cassini und INSEE |      |      |      |      |      |      |      |

## Sehenswürdigkeiten

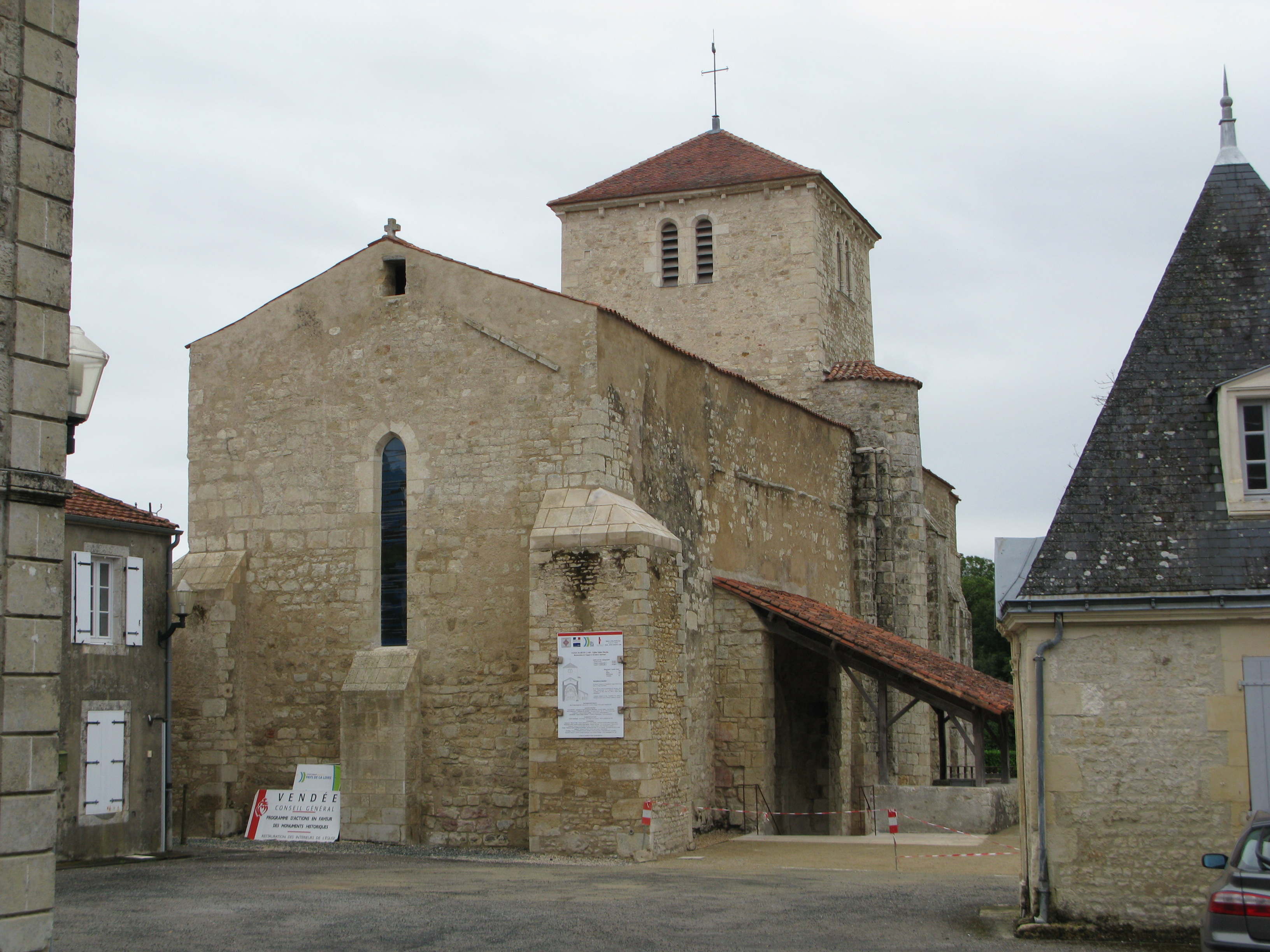
Kirche Saint-Martin-de-Vertou

- Kirche Saint-Martin-de-Vertou aus dem 11. Jahrhundert, seit 1987 Monument historique
- Schloss Saint-Martin-Lars

## Persönlichkeiten
- Pierre Mauclerc de La Musanchère (1700–1775), Bischof von Nantes (1746–1775)